# ریتم اند بلوز
ریتم اند بلوز (انگلیسی: Rhythm and blues) که به‌طور مختصر آراَندبی (انگلیسی: R&B یا R'n'B) نیز نامیده می‌شود، ژانری از موسیقی عامه‌پسند است که در جوامع آفریقایی-آمریکایی در دههٔ ۱۹۴۰ به‌وجود آمده‌است. در زمانی که «موسیقی شهری، راک، جاز بر پایهٔ ضرب‌آهنگ سنگین و اصرار» محبوبیت بیشتری پیدا می‌کرد، این اصطلاح در ابتدا توسط کمپانی‌های موسیقی برای توصیف آثاری که عمدتاً برای مردم آفریقایی-آمریکایی به بازار عرضه می‌شدند، استفاده شد. در موسیقی ریتم تجاری و بلوز متداول دههٔ ۱۹۵۰ تا ۱۹۷۰، گروه‌ها معمولاً از پیانو، یک یا دو گیتار، بیس، درام، یا چند ساکسیفون و گاهی خواننده‌های زمینه تشکیل می‌شدند. مضامین اشعاری آراندبی بیشتر شامل تجربۀ درد و آفریقایی-آمریکایی برای جستجوی آزادی و شادی و همچنین پیروزی و شکست در روابط، اقتصاد و آرزوها است.
در دههٔ ۱۹۹۰ سبک جدیدی از آر اند بی متداول شد که با نام آر اند بی معاصر شناخته می‌شود.

## ریشهٔ نام
اولین بار جری وکسلر در سال‌های پایانیِ دههٔ ۱۹۴۰ و در مجلهٔ بیلبورد اصطلاح «ریتم اند بلوز» را در بازار موسیقی ایالات متحده برای اشاره به سبک موسیقی سیاهان آمریکایی باب کرد. او این اصطلاح را به‌عنوان جایگزین اصطلاح «race music» استفاده کرد که تا آن زمان برای اشاره به سبک موسیقی عامه‌پسند سیاهان آمریکا رواج داشت.

## برای مطالعهٔ بیشتر
- Gilliland, John (1969). "The Tribal Drum: The rise of rhythm and blues" (audio). Pop Chronicles. Digital.library.unt.edu.
- Guralnick, Peter. Sweet Soul Music: Rhythm and Blues and the Southern Dream of Freedom. First ed. New York: Harper & Row, 1986. x, 438 p. , ill. , chiefly with b&w photos. شابک ‎۰-۰۶-۰۹۶۰۴۹-۳